# SEV-3水陸兩棲飛機
Seversky SEV-3是一款由塞弗斯基飛機公司研製的三座水陸兩棲飛機。

## 發展

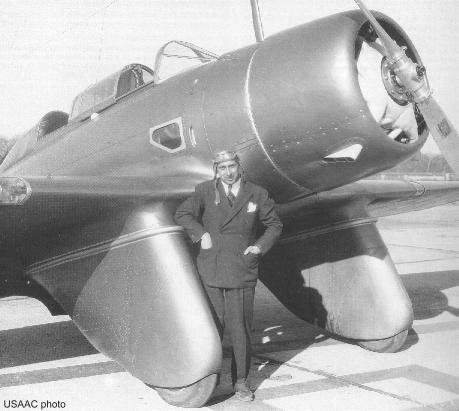
站在SEV-3XAR前的亞歷山大·德·塞弗斯基

SEV-3是一款全金屬懸臂式低翼單翼機，採用萊特J-6發動機。該機具有前後串聯座艙，前座艙為飛行員使用，後座艙可容納兩名乘客，兩個座艙均配有滑動式座艙罩。SEV-3可以配置兩個兩棲浮筒，浮筒內設有主輪，使飛機可以從陸地起降，或者也可以配置固定的尾輪起落架，主輪包覆在大型整流罩內。
SEV-3於1933年6月首次以水上飛機的形式飛行，展示其作為兩棲飛機和陸上飛機的優異性能。這款飛機只小量建造，其中大部分為出口。
SEV-3於1933年創下了活塞發動機兩棲飛機的世界速度紀錄，並且在1935年9月15日，一架裝備萊特旋風發動機的SEV-3創下了 230 mph (370.8 km/h)的紀錄，這一紀錄保持了49年。SEV-3還發展出了一種陸上飛機版本，配備傳統的起落架。
SEV-3的設計對後來的塞弗斯基和共和飛機產生了深遠影響，最終影響P-47戰鬥機的誕生。陸上版本的SEV-3被美國陸軍航空隊用作基本教練機，編號為BT-8，並於1935年訂購了30架。然而，由於動力嚴重不足，BT-8很快被BT-9教練機取代。
1936年6月11日，一架BT-8被送交至波林空軍基地，供陸軍航空隊隊長奧斯卡·韋斯特弗少將使用，並被分配給總司令部空軍第14轟炸中隊。這架BT-8取代了原先配屬的O-38F，後者被重新分配給總司令部空軍第21觀察中隊，用於一般飛行任務。

## 用戶
西班牙
- 西班牙共和國空軍（英语：Spanish Republican Air Force）

 哥伦比亚
- 哥倫比亞空軍（英语：Colombian Air Force）

 美国
- 美國陸軍航空兵團

## 型號

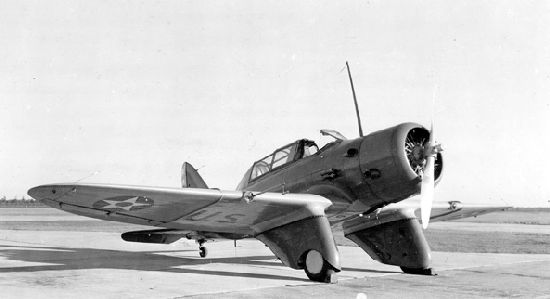
BT-8

SEV-3XAR

陸上教練機
SEV-3XLR
陸上使用版本
SEV-3M-WW
為哥倫比亞空軍生產的六架水陸兩棲版本（僅向哥倫比亞交付了四架），配備萊特旋風發動機。
BT-8
根據SEV-3XAR開發的美國陸軍航空兵團版本的陸上基礎教練機，共30架
SEV-X-BT
帶有可伸縮起落架的BT-8多學科教練機版本。在與BT-9教練機競爭失敗後，唯一的一架原型機被報廢，而勝於的零件則用於塞弗斯基2PA上

### 書目
- Green, William and Gordon Swanborough. "The End of the Beginning...The Seversky P-35". Air Enthusiast, No. 10, July–September 1979, pp. 8–21. ISSN 0143-5450
- Howson, Gerald. "A Seversky in the Spanish War". Air Enthusiast, No. 18, April–July 1982, pp. 32–36. ISSN 0143-5450
- The Illustrated Encyclopedia of Aircraft (Part Work 1982–1985) London: Orbis Publishing, 1985.
- Swanborough, F. G. and Peter M. Bowers. United States Military Aircraft since 1909. London: Putnam, 1963.
- Taylor, Michael J.H. Jane's Encyclopedia of Aviation. London: Studio Editions, 1989. ISBN 0-517-69186-8.
- "Fast American Amphibians" （页面存档备份，存于）,  Flight, 16 November 1933